# Taro (rzeka)
Taro (łac. Tarus) – rzeka w północnych Włoszech (region Emilia-Romania) o długości 126 km, prawy dopływ Padu. Jej głównymi dopływami są Ceno i Stirone, a ważniejsze miasta nad nią położone to Fornovo di Taro i Borgo Val di Taro; krzyżuje się z nią też trasa pielgrzymia Via Francigena i linia kolejowa Mediolan – Bolonia.
Rzeka wypływa ze stoków Monte Penna na granicy Emilii-Romanii i Ligurii i kierując się na północny wschód wpływa do Padu w okolicy Sissa. Jej przepływy mogą się różnić w zależności od pory roku - latem niemal zupełnie wysycha, zwykle wynosi on ok. 30 m³/s, a w czasie wielkich powodzi (jak np. w 1928) – nawet 1100 m³/s. 20-kilometrowy odcinek rzeki jest chroniony przez mający powierzchnię 20 tys. hektarów park regionalny, chroniący przede wszystkim ostoje ptaków. W latach 1808–1814 jeden z departamentów napoleońskiej Francji wziął od rzeki swoją nazwę